# Yang Mingxi
Yang Mingxi (* 4. Januar 1993) ist ein  chinesischer Eishockeyspieler, der seit 2018 erneut beim Amateurklub aus Qiqihar spielt.

## Karriere
Yang Mingxi begann seine Karriere als Eishockeyspieler beim Amateurklub aus Qiqihar, für den er 2010 sein Debüt in der chinesischen Eishockeyliga gab. 2012 wechselte er zu China Dragon, dem einzigen chinesischen Verein in der Asia League Ice Hockey, für den er fünf Jahre spielt. Als die Mannschaft 2017 aufgelöst wurde, wechselte er zum neu gegründeten KRS Heilongjiang in die Wysschaja Hockey-Liga. Für KRS Heilongjiang absolvierte er 18 Partien in der multinationalen Liga, in denen er 3 Scorerpunkte sammelte.

### International
Für China nahm Yang Mingxi im Juniorenbereich an den U20-Weltmeisterschaften 2010 und 2011 jeweils in der Division II teil.
Im Seniorenbereich stand der Verteidiger im Aufgebot Chinas bei den Weltmeisterschaften der Division II 2012, 2013, 2014, 2015, 2016, 2017, 2018 und 2019. Zudem vertrat er seine Farben bei der Olympiaqualifikation für die Winterspiele in Pyeongchang 2018.

## Erfolge und Auszeichnungen
- 2015 Aufstieg in die Division II, Gruppe A, bei der Weltmeisterschaft der Division II, Gruppe B
- 2017 Aufstieg in die Division II, Gruppe A, bei der Weltmeisterschaft der Division II, Gruppe B

## Asia-League-Statistik
(Stand: Ende der Saison 2016/17)